# Opuntia cantabrigiensis
Opuntia cantabrigiensis là một loài thực vật có hoa trong họ Cactaceae. Loài này được Lynch mô tả khoa học đầu tiên năm 1903.